# Cristaphyes
Genre
Cristaphyes est un genre de kinorhynches de la famille des Pycnophyidae.

## Liste des espèces
Selon Sánchez, Yamasaki, Pardos, Sørensen et Martínez en 2016 :
- Cristaphyes abyssorum (Adrianov & Maiorova, 2015)
- Cristaphyes anomalus (Lang, 1953)
- Cristaphyes arctous (Adrianov, 1999)
- Cristaphyes belizensis (Higgins, 1983)
- Cristaphyes carinatus (Zelinka, 1928)
- Cristaphyes chilensis (Lang, 1953)
- Cristaphyes chukchiensis (Higgins, 1991)
- Cristaphyes cristatus (Sánchez, Rho, Min, Kim & Sørensen, 2013)
- Cristaphyes cryopygus (Higgins & Kristensen, 1988)
- Cristaphyes furugelmi (Adrianov, 1999)
- Cristaphyes longicornis (Higgins, 1983)
- Cristaphyes nubilis (Sánchez, Pardos & Sørensen, 2014)
- Cristaphyes odhneri (Lang, 1949)
- Cristaphyes phyllotropis (Brown & Higgins, 1983)
- Cristaphyes rabaulensis (Adrianov, 1999)
- Cristaphyes spinosus (Lang, 1949)
- Cristaphyes yushini (Adrianov, 1989)

## Publication originale
- Sánchez, Yamasaki, Pardos, Sørensen & Martínez, 2016 : Morphology disentangles the systematics of a ubiquitous but elusive meiofaunal group (Kinorhyncha: Pycnophyidae). Cladistics, vol. 32, no 5, p. 479-505.